# Бірліцький сільський округ (Шуський район)
Бірлі́цький сільський округ (каз. Бірлік ауылдық округі, рос. Бирликский сельский округ) — адміністративна одиниця у складі Шуського району Жамбильської області Казахстану. Адміністративний центр — село Бірлік.
Населення — 3647 осіб (2021; 5049 у 2009, 3146 у 1999, 3453 у 1989).
Станом на 1989 рік існувала Брліцька селищна рада (смт Брлік). 1997 року Бірліцька селищна адміністрація була передана до складу Шуської міської адміністрації, однак 2002 року адміністрація була відновлена. 2008 року селищна адміністрація перетворена в сільський округ. 2020 року до складу округу була включена територія площею 1,7 км² державного земельного фонду.